# Onychogrypoza
Zasugerowano, aby zintegrować ten artykuł z artykułem Szponowatość paznokci (dyskusja). Nie opisano powodu propozycji integracji.
Onychogrypoza (łac. onychogryposis) — deformacja paznokcia nazywana także paznokciem krogulczym, albo szponowatym.
Pacjenci kojarzą to zjawisko z traumatycznym uszkodzeniem palca (paznokcia), uciskiem ze strony obuwia lub przebytą operacją usuwania paznokcia. 
Ważną rolę mogą też odgrywać: zaburzenia ukrwienia kończyn dolnych, niewydolność żylna, hallux valgus lub hallux rigidus, nadpotliwość stóp, łuszczyca paznokciowa (psoriasis) lub ichthyosis.

## Objawy
- Dysplazja (deformacja) płytki paznokcia, najczęściej występuje na paznokciach paluchów, choć zdarza się na pozostałych a nawet na paznokciach dłoni. Paznokieć taki staje się znacznie pogrubiały, przypominający pazur zwierzęcy, zmieniający kierunek wzrostu do dołu lub do boku. Zmiana ta rzadko sprawia bolesność.
- Onychogrypozie towarzyszy często infekcja grzybicza, co sprawia, że paznokieć traci łączność z  łożyskiem.
- Niekiedy nadmierne rogowacenie w pustej przestrzeni może zawierać odcisk.